# Howqua
Wu Bingjian (en chino tradicional, 伍秉鑑)(1769 – 4 de septiembre de 1843), conocido en la literatura occidental como Howqua o Houqua, fue un destacado comerciante chino que operó en Cantón durante la primera mitad del siglo XIX.
Howqua fue el jefe del clan comercial ('Hong') E-wo, el comerciante más destacado de las Trece Factorías de Cantón, y el líder del Cohong de Cantón. Como tal, entre 1810 y 1843 fue el hombre más rico del mundo, con una fortuna estimada de 8.000 millones de dólares.

## Biografía
Wu Bingjian pertenecía a la etnia Hokkien, y sus ancestros paternos provenían de Quanzhou. Wu es conocido en occidente como Howqua, el mismo sobrenombre dado a su padre, Wu Guorong, fundador del clan comercial o hong de la familia. El nombre Howqua es una transliteración fonética de la pronunciación en el idioma Hokkien del nombre bajo el que operaba su negocio, "浩官" (Hō-koa en Peh-oe-ji).
Howqua nació en 1769 en la provincia de Fujian, siendo el tercer hijo del mercader Wu Guorong (a menudo conocido en la literatura como Howqua I). Wu Guorong era uno de los miembros fundadores del Cohong (chino: 公 行), el gremio de mercaderes chinos al que el emperador Qianlong había concedido el monopolio del comercio exterior de China en 1760. Sin embargo, fue Howqua quien adquiría la fabulosa fortuna familiar por medio del comercio con los comerciantes occidentales. 
Las relaciones entre los mercaderes occidentales y el Cohong no eran siempre fáciles, especialmente para el Cohong, que tenía que comprar productos británicos de importación con pérdidas. El lucrativo tráfico opio era la gran excepción. El tráfico de opio estaba prohibido en China desde 1729, y su crecimiento a lo largo del siglo XVIII hizo que las autoridades chinas estuvieran cada vez más vigilantes. Por ello, pocos mercaderes del Cohong se atrevían a traficar directamente con opio. Algunas fuentes aseguran que Howqua estuvo involucrado en estraperlo de opio en pequeña escala en sus comienzos. Sea como fuera, Howqua se especializó pronto en el comercio con América, favoreciendo los contactos con mercaderes de los recién fundados Estados Unidos, a los que proveía de té a cambio de plata importada por los estadounidenses desde Sudamérica.
Sus intereses comerciales eran extensos. A menudo fletaba barcos estadounidenses para enviarlos llenos de té y otros productos a Europa. En varias ocasiones, prestaba dinero a otros Hong, o a pequeñas compañías extranjeras, y en una ocasión atacó a la Compañía Británica de las Indias Orientales en una disputa comercial. 
Gracias a su habilidad para los negocios, llegó a labrarse una fortuna inmensa, que lo convirtió en una de las personas más ricas del mundo. En 1834, se estimaba que su fortuna personal ascendía a 26 millones de dólares (unos 3000 millones de dólares en la actualidad).  En 1822 un fuego destruyó su oficina comercial en Cantón, y se dice que la plata fundida durante el incendio formó un río de dos millas de longitud.

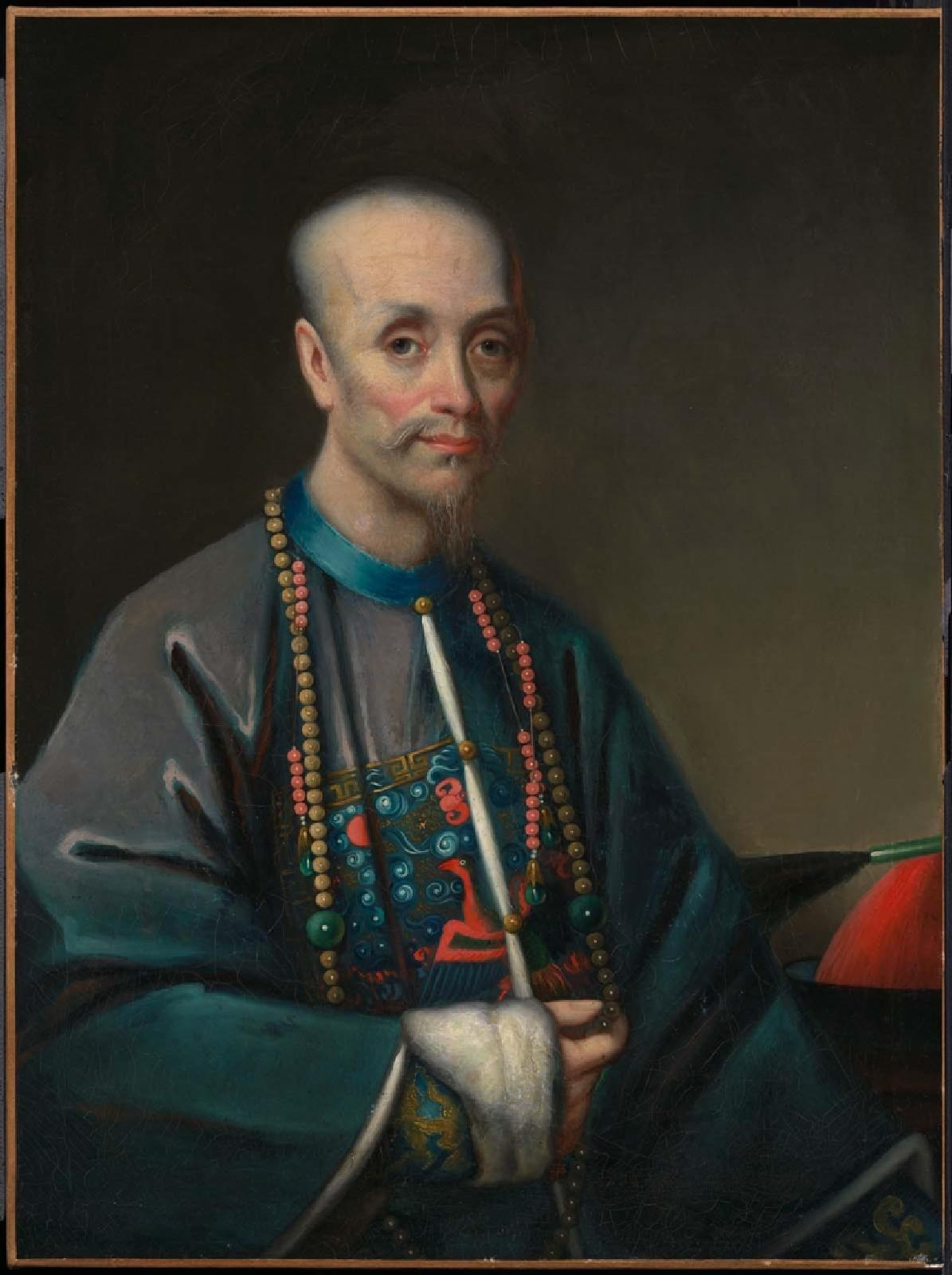
Retrato de Howqua, por Lam Qua.

Las exageraciones sobre la fortuna de Howqua contribuyó a hacer creer a los occidentales que todos los Hong chinos del Cohong eran fabulosamente ricos. Por el contrario, las bancarrotas entre los Hong eran muy frecuentes, y sus márgenes de negocio eran muy reducidos debido a la necesidad constante de pagar sobornos, donativos e impuestos a los corruptos funcionarios imperiales. James Morrison, un traductor afincado en Cantón, estimaba que los comerciantes del Cohong gastaban 425.000 taeles de plata al año en regalos y sobornos a los funcionarios chinos. Además, el bajo estatus social de los comerciantes en la sociedad China dificultaba su influencia en las acciones del gobierno imperial. Por todo ello, la membresía del Cohong era a menudo percibida como una carga. El propio Howqua trató de retirarse y salir del Cohong en al menos tres ocasiones (1810, 1827 y 1832) sin éxito: las autoridades imperiales se lo impidieron en los tres casos.
Estas circunstancias no afectaban a los comerciantes extranjeros gracias al Fondo Consoo, un fondo de garantías que cubría las pérdidas causadas por las bancarrotas de los hong. El Consoo estaba financiado por un impuesto especial que tenían que abonar los hong del Cohong.
En 1839, tras el nombramiento del Comisario Imperial Lin Zexu, Howqua aconsejó a la comunidad extranjera de Cantón que trasladaran sus negocios a Singapur y destruyeran todo su opio. Su consejo fue ignorado, aunque William Jardine, el narcotraficante más destacado de Cantón, abandonó China antes de que Lin Zexu llegara a Cantón y pudiera arrestarlo.
Tras el fin de la primera guerra del Opio, el Cohong se hizo cargo de buena parte de las reparaciones de guerra. De los 6 millones de reales de a ocho a pagar al Reino Unido, el Cohong hubo de aportar 3 millones, de los que 1.1 millones fueron aportados por Howqua.
Falleció poco después de la firma del tratado de Nankín, en 1843.
Los fundadores de varias compañías comerciales de renombre, como James Matheson, William Jardine, Samuel Russell and Abiel Abbot Low tuvieron relaciones estrechas con Howqua. Howqua fue un patrocinador destacado de las actividades comerciales de la familia Forbes. Gracias a los numerosos préstamos y negocios, Howqua contribuyó a labrar la fortuna de los Forbes, de los Delano (ancestros del presidente estadounidense Roosevelt), y de los Russell, todos ellos destacadas familias de comerciantes de Nueva Inglaterra. Los retratos de Howqua abundan en las casas de la burguesía de Salem y de las mansiones de Newport que muchos mercaderes estadounidenses construyeron con su ayuda.